# 12490 Лейден
12490 Лейден (12490 Leiden) — астероїд головного поясу, відкритий 3 травня 1997 року.
Тіссеранів параметр щодо Юпітера — 3,179.